# Carcans
Carcans ist eine französische Gemeinde mit 2.415 Einwohnern (Stand 1. Januar 2022) im Département Gironde in der Region Nouvelle-Aquitaine. Die Gemeinde ist bezüglich der Fläche des Gemeindegebiets die zweitgrößte Stadt im Arrondissement Lesparre-Médoc. In Carcans gibt es Badestrände am Atlantik sowie an einem der größten französischen, natürlichen Süßwasserseen, dem Lac de Hourtin et de Carcans. Daher hat die Gemeinde im Winter um die 2000 Einwohner und im Sommer bis zu 30.000.

## Geografie

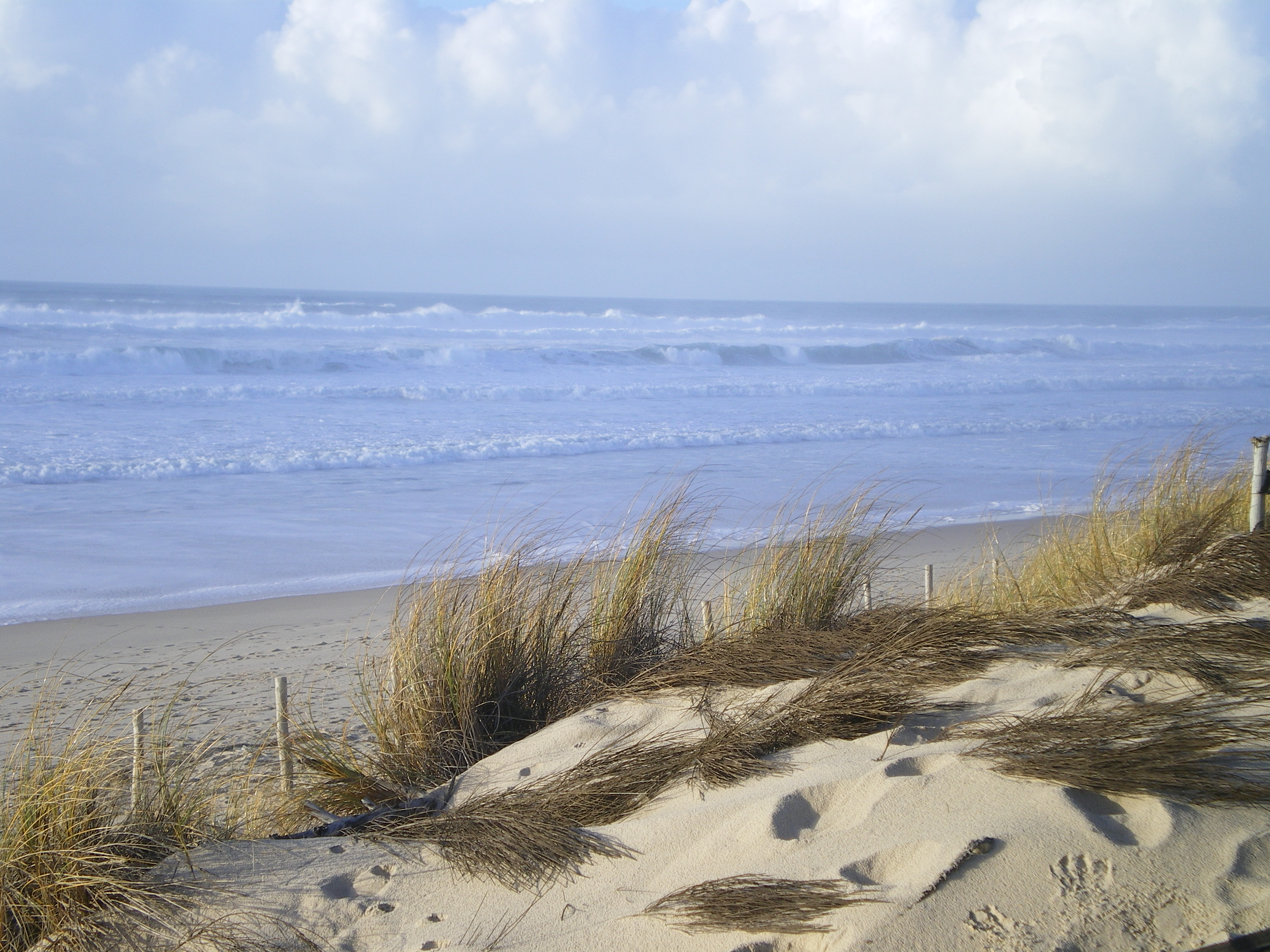
Strand von Carcans

Carcans liegt in Südwestfrankreich im Médoc direkt an der Biskaya, 45 Kilometer nordwestlich von Bordeaux, dem Sitz der Präfektur des Départements Gironde, 26,3 Kilometer südwestlich von Lesparre-Médoc, dem Sitz der Unterpräfektur des Arrondissements, und 19,6 Kilometer südwestlich von Saint-Laurent-Médoc, auf einer mittleren Höhe von 33 Metern über dem Meeresspiegel. Die Mairie steht auf einer Höhe von 21 Metern. Nachbargemeinden von Carcans sind Hourtin im Norden, Saint-Laurent-Médoc im Nordosten, Brach im Südosten und Lacanau im Süden. Das Gemeindegebiet hat eine Fläche von 17540 Hektar und gehört zum Regionalen Naturpark Médoc.
Die Gemeinde ist einer Klimazone des Typs Cfb (nach Köppen und Geiger) zugeordnet: Warmgemäßigtes Regenklima (C), vollfeucht (f), wärmster Monat unter 22 °C, mindestens vier Monate über 10 °C (b). Es herrscht Seeklima mit gemäßigtem Sommer.

## Geschichte
Früher war die Haupteinnahmequelle der Wirtschaft von Carcans hauptsächlich die Harzgewinnung aus den großen Pinienwäldern. Durch Investitionen in touristische Anlagen hat allerdings mittlerweile der Badetourismus am See und am Meer die Harzgewinnung als Haupteinnahmequelle verdrängt.
| Jahr      | 1794 | 1800 | 1861 | 1901 | 1954 | 1962 | 1975 | 1982 | 1990 | 1999 | 2009 | 2017 |
| Einwohner | 940  | 732  | 1107 | 906  | 1027 | 1049 | 1155 | 1242 | 1503 | 1551 | 2165 | 2413 |

## Kultur und Sehenswürdigkeiten

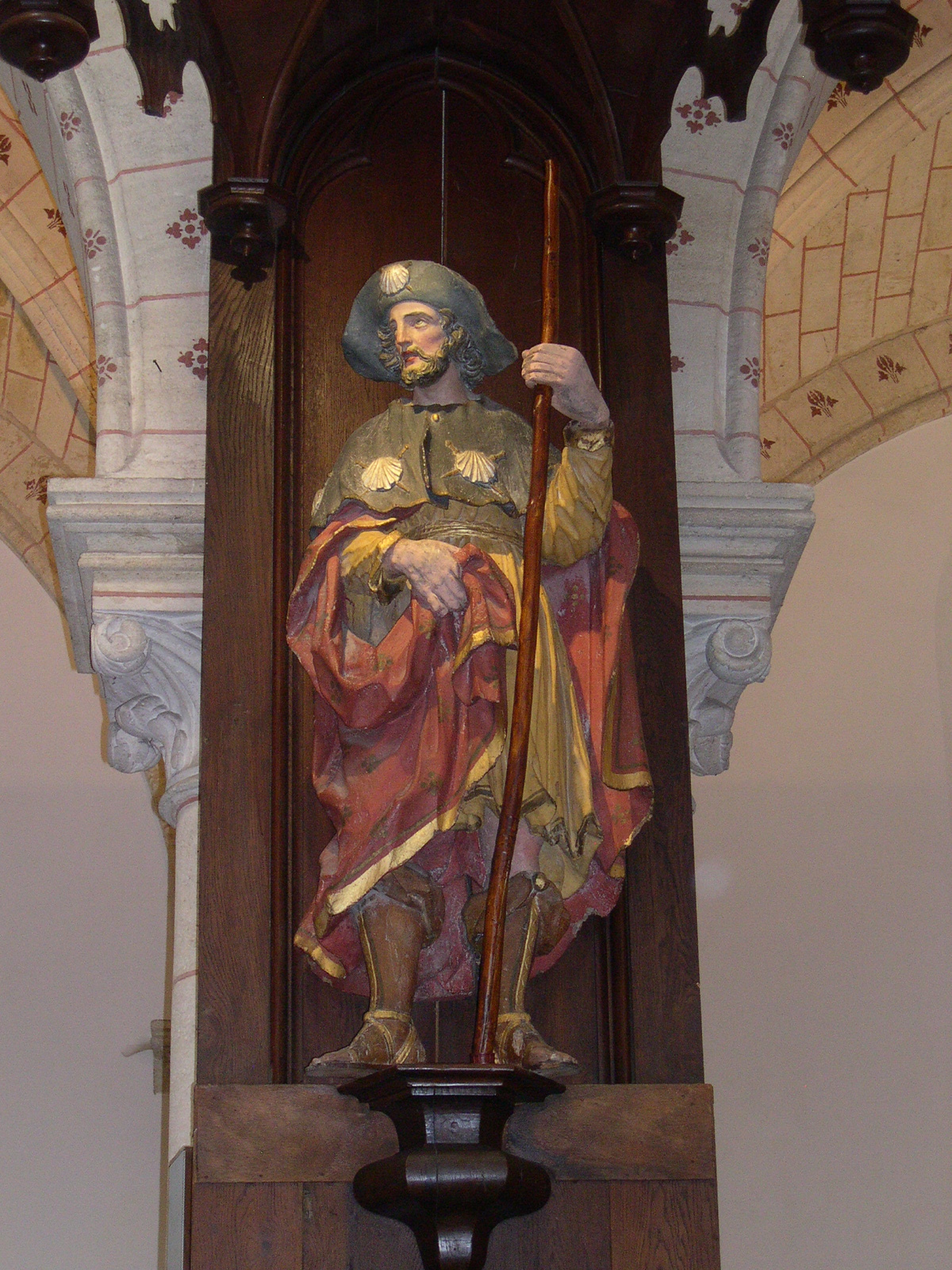
Der Heilige Jakobus

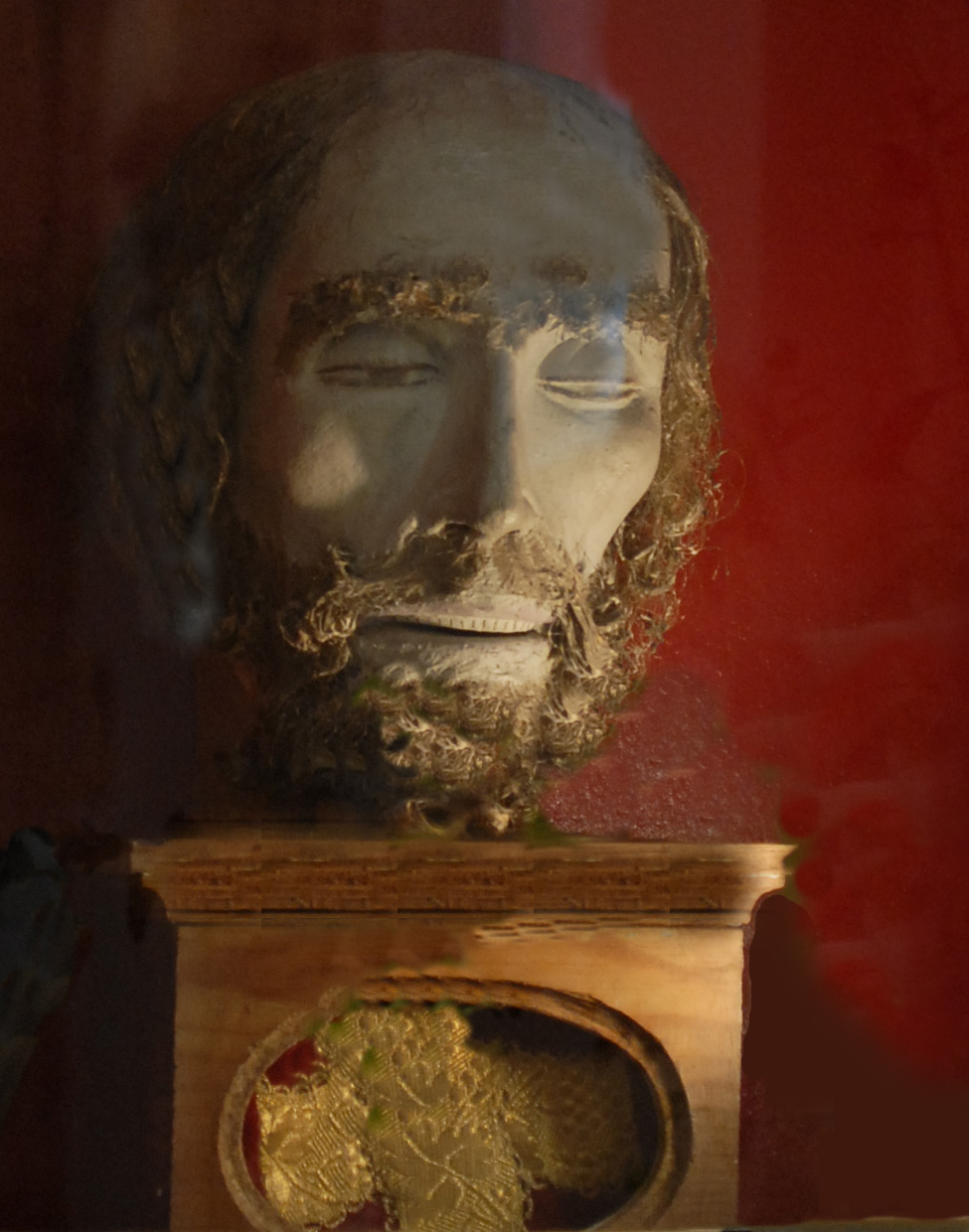
Der Kopf des Täufers

Carcans nahm im Juli 2012 erstmals an der „Nacht der Kirchen“ teil, einer Veranstaltung, die von der Französischen Bischofskonferenz organisiert wird. Besondere Sehenswürdigkeiten in der Kirche Saint-Martin sind eine denkmalgeschützte Statue des Apostels Jakobus aus dem 18. Jahrhundert und die Skulptur des Kopfs Johannes des Täufers aus dem 16. Jahrhundert. Kopf und Barthaar des Täufers sind aus Rosshaar gemacht. Die Kirche von Carcans wurde erstmals im Mittelalter als ecclesia carcanno erwähnt. Sie gehörte ab 1099 dem Kloster Sainte-Croix in Bordeaux. Ab dem 13. Jahrhundert diente die Kirche als Abteikirche einer Priorei. Sie hat wohl an einem der damaligen Jakobswege gelegen. Dafür spricht der Altar, die Statue und vor allem eine Laienbruderschaft, die um 1661 existierte. Die mittelalterliche Kirche wurde aber im 19. Jahrhundert abgerissen und 1869 durch ein neugotisches Gebäude ersetzt.
Siehe auch: Liste der Monuments historiques in Carcans

## Wirtschaft und Infrastruktur
Im Jahr 2009 waren 37,8 Prozent der Erwerbstätigen in der Gemeinde beschäftigt, die anderen waren Pendler. 12,4 Prozent der Arbeitnehmer waren arbeitslos. Es gibt eine Grundschule in der Gemeinde.

### Lokale Produkte
Auf dem Gemeindegebiet gelten geschützte geographische Angaben (IGP) für Rindfleisch (Bœuf de Bazas), Lammfleisch (Agneau de Pauillac), Geflügel (Volailles des Landes), Hausenten für Foie gras (Canard à foie gras du Sud-Ouest), Schinken (Jambon de Bayonne) und Gemüsespargel (Asperges des sables des Landes). Das Rindfleisch aus Bazas stammt von Rindern der Rasse Bazadaise.